# Brochymena marginella
Brochymena marginella är en insektsart som beskrevs av Carl Stål 1872. Brochymena marginella ingår i släktet Brochymena och familjen bärfisar. Inga underarter finns listade i Catalogue of Life.